# Platanthera

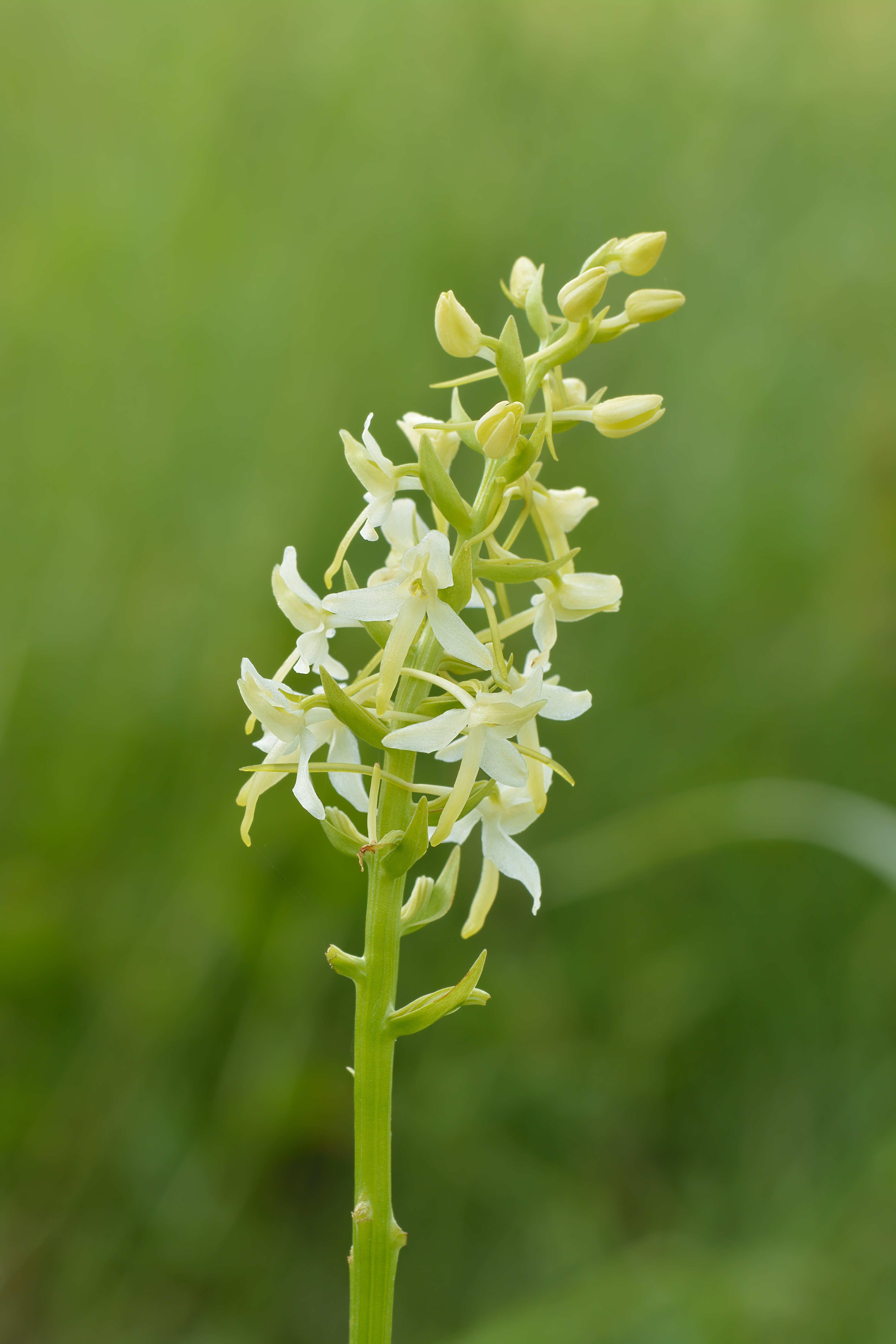
Platanthera bifolia

Platanthera es un género con unas cien especies de orquídeas de la subfamilia Orchidoideae de la familia Orchidaceae estrechamente relacionadas con el género Orchis en el que estaban incluidas anteriormente y con el género Habenaria.  Se distribuyen por el hemisferio Norte templado. Son de hábitos terrestres y tienen tubérculos.
Nombre común:

- Español: Satirión blanco

## Hábitat
Estas orquídeas se encuentran distribuidas a lo largo de la zona subartica y la parte templada del hemisferio Norte : en Europa, desde Escandinavia al norte de África; incluso en Madeira, Islandia, Oeste de Asia, Norte de Asia, los Himalayas, Norteamérica y también en Alaska. En Wisconsin se desarrollan 10 especies de este género.

## Descripción
Las especies de Platanthera se distinguen de las de Orchis y de las de Habenaria, por la ausencia de procesos estigmáticos, al poseer un espolón nectarífero para atraer a los insectos polinizadores. Otra característica diferenciadora es la de sus raíces tubérculos ovoideas. 
Estas orquídeas terrestres se desarrollan en suelos básicos y prados húmedos, linderos de bosques y en áreas donde la arboleda está clareando. Tienen tubérculos geófitos enteros, de ovoides a fusiformes,. En estos gruesos tallos subterráneos pueden almacenar gran cantidad de agua, que les permitan sobrevivir en condiciones de sequía.  
Poseen grandes hojas ovoides ú oblongas que cambian a lanceoladas en la parte superior cerca del ápice. Desarrollan un tallo corto que alcanza una altura de 30-40 cm Las hojas de la parte superior son más pequeñas que las hojas más bajas del tallo.     
La inflorescencia, es una espiga cilíndrica, con unas 5-25 flores pequeñas con fragancia. Estas se desarrollan a partir de unos capullos axilares. Las flores con el sépalo dorsal y los pétalos solapados formando un casco, espolón (más largo que el ovario) cargado de néctar y el estigma único y plano. Florecen a finales de primavera o en verano.

## Etimología
Las orquídeas obtienen su nombre del griego "orchis", que significa testículo, por la apariencia de los tubérculos subterráneos en algunas especies terrestres. La palabra 'orchis' la usó por primera vez  Teofrasto (371/372 - 287/286 a. C.), en su libro  "De historia plantarum" (La historia natural de las plantas ). Fue discípulo de Aristóteles y está considerado como el padre de la botánica y de la ecología.
El nombre Platanthera procede del griego y significa "Antera amplia" refiriéndose a la separación de la base de los loculos polínicos.   
Platanthera estuvo anteriormente clasificada dentro del género Orchis.

## Especies dePlatanthera
Hay muchas especies que se fertilizan de forma cruzada, dando lugar a una enorme cantidad de variaciones que complican su clasificación.
Especie tipo: Platanthera bifolia (L.) Rich. 1817 (anteriormente Orchis bifolia)
Hay descritas unas 400 especies, subespecies y variedades de las cuales son 85 las especies claramente definidas.
La mayoría de ellas se encuentran repartidas en la zona asiática. 
- unas 52 especies en los países del Oriente (China, Japón, Corea, Taiwán)
- unas 13 especies repartidas en los trópicos de Asia (Birmania, Indonesia, Papúa Nueva Guinea, Filipinas)
- unas 37 especies en Norteamérica (hasta México)
- 7 especies en Europa

- Europa:
  - Platanthera algeriensis
  - Platanthera bifolia
  - Platanthera chlorantha
  - Platanthera holmboei
  - Platanthera hyperborea Islandia
  - Platanthera obtusata var. oligantha

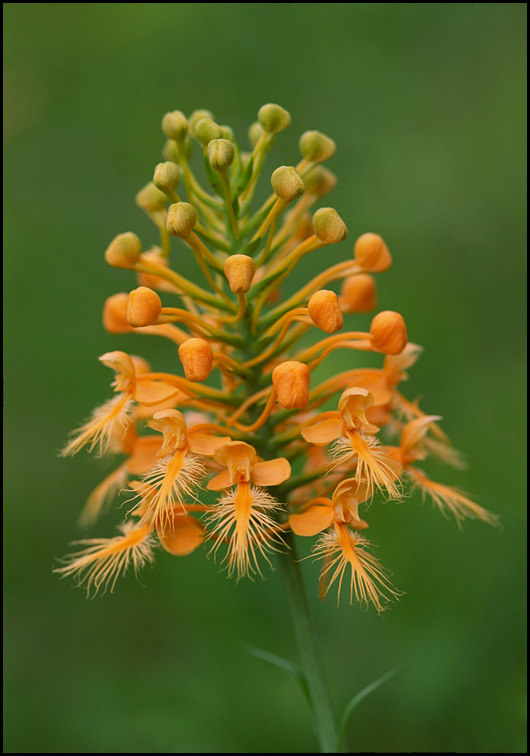
Platanthera ciliaris

- Azores
  - Platanthera azorica
  - Platanthera micrantha

- Norte de África:
  - Platanthera algeriensis
  - Platanthera kuenkelei

- Norteamérica:

| - Platanthera aquilonis - Platanthera blephariglottis - Platanthera brevifolia - Platanthera chorisiana - Platanthera ciliaris - Platanthera clavellata - Platanthera cristata - Platanthera dilatata - Platanthera flava - Platanthera grandiflora | - Platanthera hookeri - Platanthera huronensis - Platanthera hyperborea - Platanthera integra - Platanthera integrilabia - Platanthera lacera - Platanthera leucophaea - Platanthera limosa - Platanthera macrophylla - Platanthera nivea | - Platanthera obtusata - Platanthera orbiculata - Platanthera pallida - Platanthera peramoena - Platanthera praeclara - Platanthera sparsifolia - Platanthera psycodes - Platanthera stricta - Platanthera tipuloides - Platanthera zothecina |

- Asia:

| - Platanthera brevicalcarata - Platanthera chorisiana - Platanthera florenti - Platanthera fuscensis - Platanthera holmboei | - Platanthera hologlottis - Platanthera japonica - Platanthera mandarinorum - Platanthera metabifolia - Platanthera minor | - Platanthera okuboi - Platanthera ophrydioides - Platanthera sachalinensis - Platanthera tipuloides - Platanthera ussuriensis |

## Híbridos
- Platanthera x andrewsii (M.White in Niles) Luer (Andrews' Rose-purple Orchid)
- Platanthera X bicolor (Raf.) Luer 1972
- Platanthera X canbyi
- Platanthera X channellii
- Platanthera x erdingeri (A.Kern.) A.Kern., 1865
- Platanthera x hybrida Brügger, 1882
- Platanthera X keenanii
- Platanthera X media
- Platanthera X vossii

- x Anacamptiplatanthera payotii P.Fourn., 1928
- x Coeloplatanthera brueggeri Cif. & Giacom., 1950
- x Gymnplatanthera borelii L.C.Lamb., 1907
- x Gymnplatanthera chodatii (Lendn.) L.C.Lamb., 1907
- x Gymnplatanthera jacksonii Quirk, 1911
- x Orchiplatanthera andreasii Kümpel, 1978
- x Orchiplatanthera chevalleriana E.G.Camus, 1892
- x Orchiplatanthera fournieri (Royer) A.Camus, 1924
- x Orchiplatanthera somersetensis A.Camus, 1929